# Grand ordre de Mugunghwa
Le grand ordre de Mugunghwa (en coréen : 무궁화대훈장) est le plus haut ordre du mérite de la Corée du Sud. Il est décerné par le président de la Corée du Sud pour « services méritoires exceptionnels dans l'intérêt de la promotion du développement et de la sécurité de la république de Corée ».

## Historique
Créé en 1949, le grand ordre de Mugunghwa tire son nom de la fleur nationale de la Corée du Sud, l'hibiscus. L'hibiscus est un cultivar originaire de la péninsule coréenne et revêt une grande importance culturelle dans l'histoire coréenne. L'Ordre est décerné au président de la République et aux chefs d'État étrangers, ainsi qu'à leur épouse.

## Grade
L'ordre comprend une classe unique de chevaliers.

## Récipiendaires notables
- Haïlé Sélassié Ier, empereur d'Éthiopie (1968).
- Léopold Sédar Senghor, président de la république du Sénégal (1979).
- Hussein, roi de Jordanie (1983).
- Élisabeth II, reine du Royaume-Uni et des autres royaumes du Commonwealth (1986).
- Baudouin, roi des Belges (1986).
- François Mitterrand, président de la République française (1989).
- Juan Carlos Ier, roi d’Espagne (1996).
- Sophie de Grèce, reine d'Espagne (1996).
- Jacques Chirac, président de la République française (2000).
- Albert II, roi des Belges.
- Giorgio Napolitano, président de la République italienne (2009).
- Margrethe II, reine de Danemark (2011).
- Charles XVI Gustave, roi de Suède (2012).
- Emmanuel Macron, président de la République française (2018).
- Harald V, roi de Norvège (2019).
- Sergio Mattarella, président de la République italienne (2023).
- Charles III, roi du Royaume-Uni et des autres royaumes du Commonwealth (2023).
- Willem-Alexander, roi des Pays-Bas (2023).